# Christoph von Werdenberg-Heiligenberg

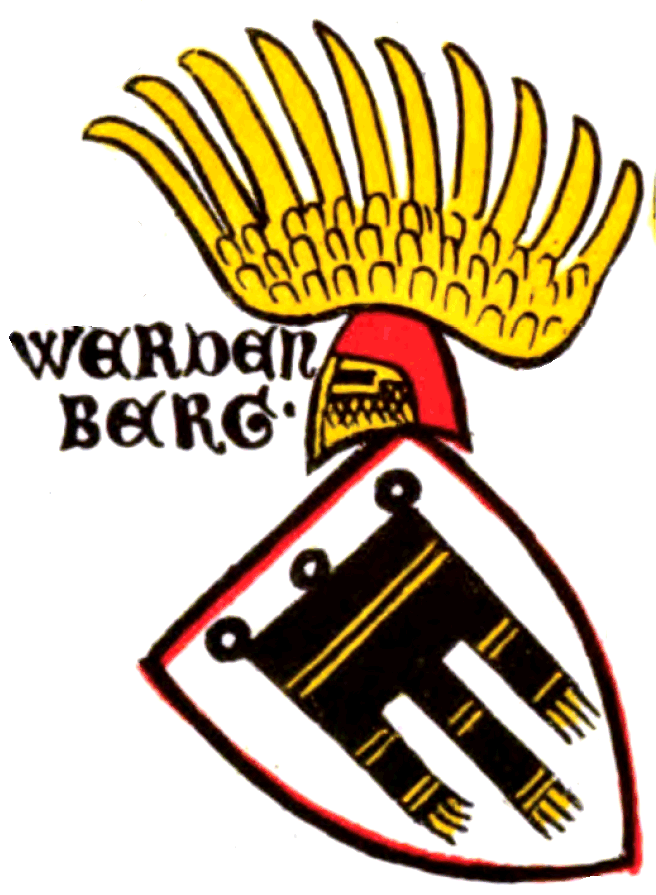
Stemma Werdenberg

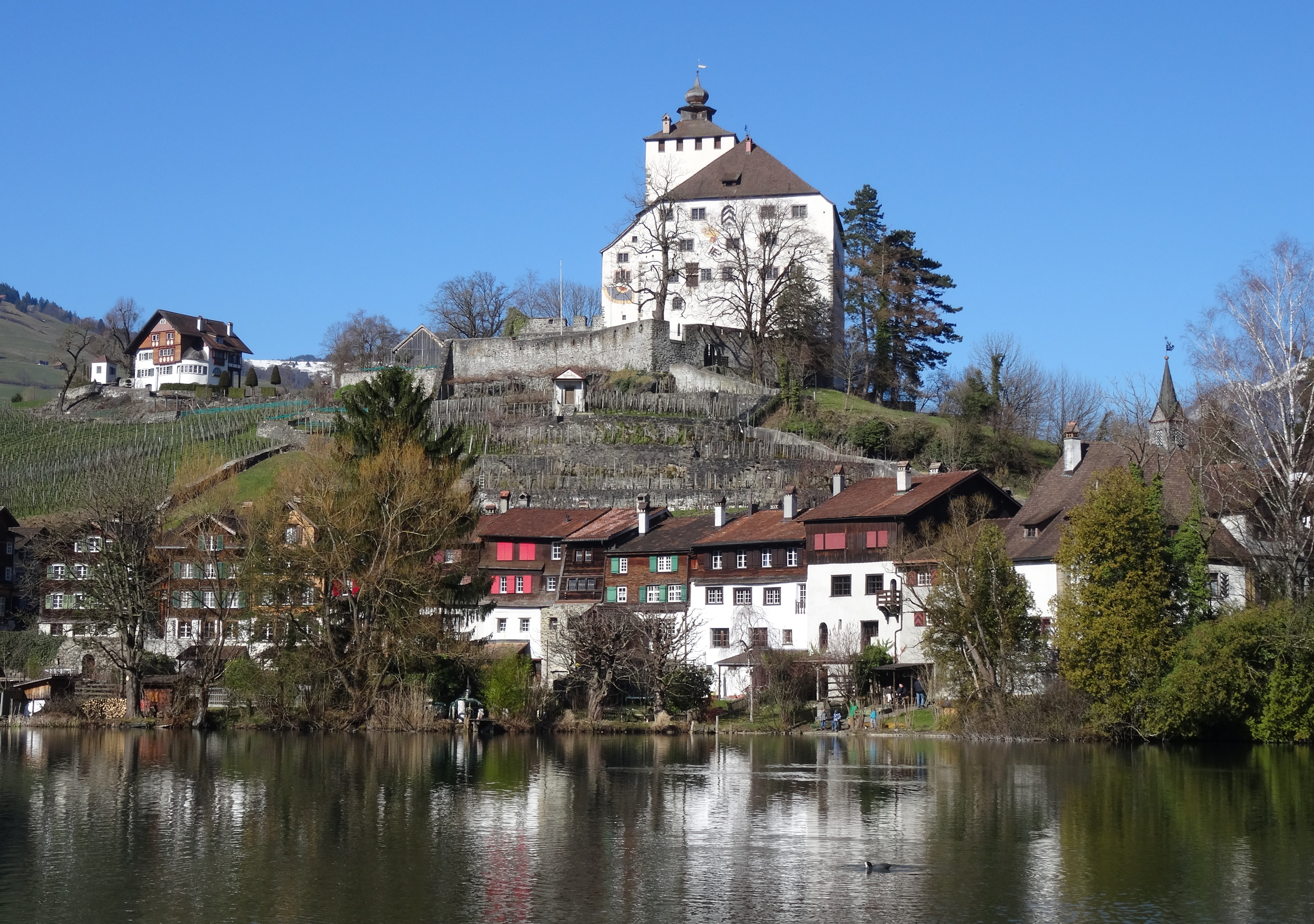
Castello di Werdenberg

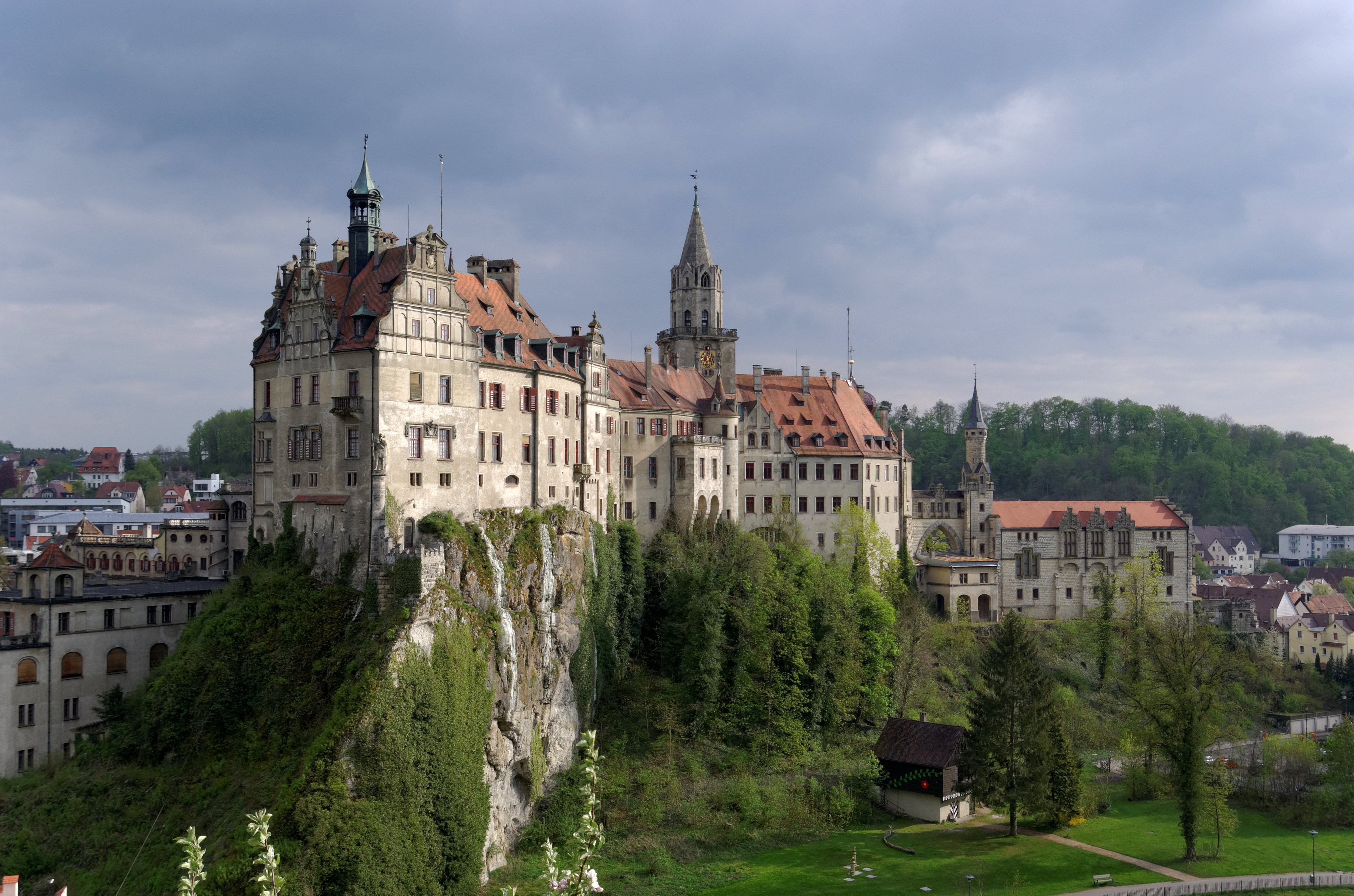
Castello di Sigmaringen

Christoph von Werdenberg-Heiligenberg (1480 – Sigmaringen, 29 gennaio 1534) è stato un nobile tedesco, conte di Werdenberg-Heiligenberg-Sigmaringen, Jungnau-Trochtelfingen nel Baden-Württemberg.

## Biografia
Era il terzo figlio del conte Giorgio III von Werdenberg-Zargans -Heiligenberg-Sigmaringen († 1500) e di sua moglie Caterina di Baden († 1484), figlia maggiore del margravio Carlo I di Baden (1427–1475) e di sua moglie Caterina d'Austria (1420–1493), figlia del duca Ernesto I d'Asburgo e sorella minore dell'imperatore Federico III. Era nipote di Giovanni II (IV) von Werdenberg († 1486), vescovo di Augusta (1469–1486).
Dopo la morte del padre, la sua proprietà fu divisa tra i suoi tre figli. Oltre alla contea di Heiligenberg, ereditarono anche le contee di Sigmaringen e Feringen. Era il fratello minore di Giovanni VI († 8 luglio 1522), conte di Werdenberg-Heiligenberg-Trochtelfingen, e di Felice I († 12 luglio 1530 ad Augusta), conte di Werdenberg, rettore dell'Università di Friburgo. Suo fratello Felice I von Werdenberg uccise il conte Andreas von Sonnenberg († 10 maggio 1511) per odio personale.
Intorno al 1534 la famiglia si estinse in linea maschile.

## Discendenza
Christoph aveva sposato il 30 marzo 1500 la contessa Eleonora Gonzaga, figlia del conte Gianfrancesco Gonzaga e di Antonia del Balzo. Ebbero sei figli:
- Felix II von Werdenberg-Heiligenberg
- Joachim von Werdenberg-Heiligenberg (1510-15 marzo 1524)
- Anna von Verdenberg-Heiligenberg (1510-1554), successore di Heiligenberg. Sposò il 19 febbraio 1516 a Ortenberg il conte Federico III von Furstenberg (1496-1559)
- Katarina von Werderberg
- Barbara von Werderberg
- Elizabeth von Verdenberg

Christoph von Verdenberg-Heiligenberg sposò una seconda volta il 20 agosto 1526 Johanna van Vithem († 19 agosto 1544), vedova del conte Eitel Federico III di Hohenzollern († 1525) e la terza volta Endle Garrelt († 1526).